# Мухін Володимир Миколайович

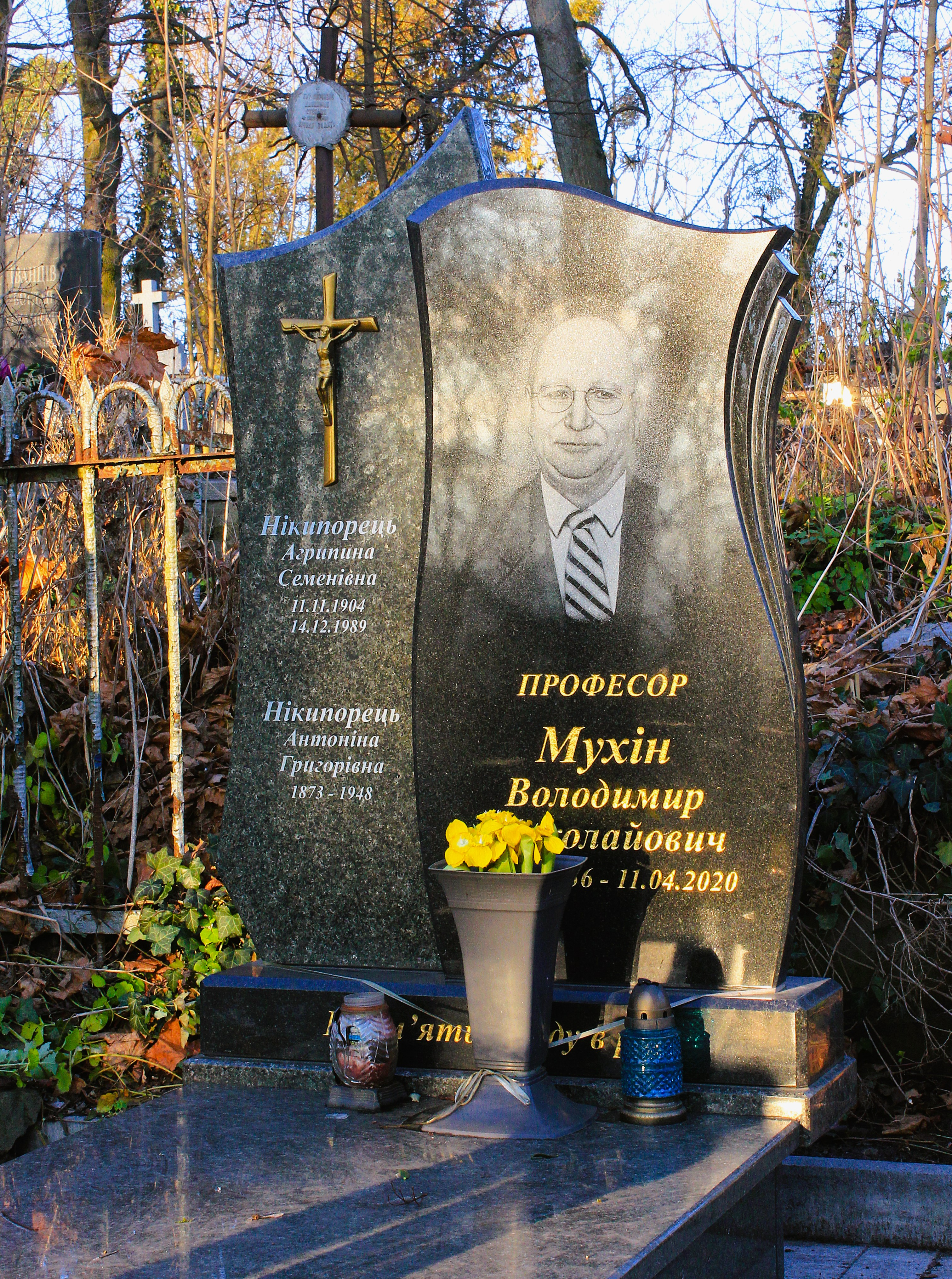
Нагробок на могилі професора В.Мухіна.

Мухін Володимир Миколайович (26.04.1936, Харків — 11.04.2020, Львів) — професор, завідувач кафедри фізичного виховання (1970-79), ректор Львівського інституту фізкультури(1979—1992).

## Біографія
- 1959 р. закінчив медичний факультет Львівського медичного інституту;
- 1959—1961 лікар із лікувальної фізкультури і лікарського контролю Львівського обласного фізкультурного диспансеру;
- 1965—1966 аспірант кафедри лікарського контролю і лікувальної фізкультури Київського медичного інституту;
- 1966—1967 завідувач курсу лікарського контролю і лікувальної фізкультури,
- 1967—1970 завідувач кафедри фізичного виховання, лікарського контролю та лікувальної фізкультури Івано-Франківського медичного інституту;
- 1970—1979 завідувач кафедри фізичного виховання Львівського медичного інституту;
- 1979—1992 ректор Львівського медичного інституту фізкультури,
- 1992—2003 професор кафедри спортивної медицини і лікувальної фізкультури Львівського інституту фізкультури,
- від 2003 професор кафедри фізичної реабілітації Національного університету фізичного виховання і спорту України.

Кандидат медичних наук (1965), доцент (1969), професор (1986). Напрями наукових досліджень: фізична реабілітація, лікувальна фізична культура в хірургії. Автор близько 180 наукових і навчально-методичних праць, серед них монографія, підручник, 3 навчальні посібники.
Помер у Львові, похований на 48 полі Янівського цвинтаря.

## Основні праці
- Лечебная физкультура после внутрибрюшных операций у лиц пожилого и старческого возраста (канд. дис.). Київ, 1965;
- Плавание — здоровье детей (брошура). Київ, Здоров'я, 1988 (співавт.);
- Не аскетизм, а життєрадісність (брошура). Київ, Знання, 1989 (співавт.);
- Основи фізичної реабілітації (посібник). Львів-Кіровоград, 1999, 2004 (2 вид.) (співавт.);
- Фізична реабілітація (підручник). Київ, 2000, 2005 (2 вид.);
- Основи спортивного і лікувального масажу (посібник). Кіровоград, 2005 (співавт.).